# Mats Wennerholm
Mats Wennerholm, född 21 mars 1955, i Brännkyrka församling, Stockholm är en svensk sportjournalist och krönikör på tidningen Aftonbladet. Han skriver för det mesta om friidrott och ishockey i sina artiklar. Wennerholm har sedan 1980-talet varit aktiv på tidningen och tog tillsammans med Lasse Anrell och Lasse Sandlin över rollen som krönikör inom de nämnda sporterna i mitten av 1990-talet efter Aftonbladet-medarbetaren Nic Åslunds bortgång.
Wennerholm har även blivit utsedd till årets sportjournalist i Stockholm 2008, med juryns motivering:
| ”                     | Mats Wennerholm har under flera år svarat för ett utomordentligt jobb som friidrotts- och ishockeyexpert. Mats har visat stor kunnighet i såväl rollen som reporter som krönikör. Hans engagemang är stort och hans alster innehåller både nyheter och faktajournalistik. Ingenting är för litet eller för stort för Mats. Hans passion för arbetet lyser igenom gång på gång | „ |
| – Sportjournalisterna | |   |